# Чёрная гвардия
Чёрная гва́рдия — вооружённые отряды анархистов времён Гражданской войны в России. Формировались в 1917—1918 годах. Отряды Чёрной гвардии формировались в разных частях страны. Так, например, отряды черногвардейцев действовали уже в 1917 году на Украине (в частности, Нестор Махно сформировал полк Чёрной гвардии в Гуляйполе), а в Москве в апреле 1918 года было уже 50 отрядов Чёрной гвардии, которые формировались с 5 марта Московской федерацией анархистских групп (МФАГ). Уже к концу апреля 1918 года, общее количество бойцов Чёрной гвардии в Москве, было приблизительно 15 000 человек.

## Формирование и разгром Чёрной гвардии
Созданию регулярной Красной армии анархисты противопоставили призыв «К оружию!» и повсеместную организацию повстанческих комитетов с целью тотального вооружения народа. Анархопечать Петрограда, Москвы и других крупных центров провела массированную агитацию с целью создания вольных боевых дружин «Чёрной гвардии». Как писал орган Петроградской федерации газета «Буревестник»: «Жестоко те господа ошибаются, думая, что настоящая революция уже закончена, что теперь осталось только закрепить те паскудные завоевания, что достались трудовому народу. Нет! Настоящая революция, социальная революция, освободительница трудящихся всех стран, только начинается».
Сила Чёрной гвардии росла буквально на глазах, что отмечал, в частности, зам. председателя ВЧК Яков Петерс. Кроме того, к марту 1918 года анархисты контролировали в Москве 25 особняков, и часть из них располагалась вблизи стратегически важных пунктов города. Так как постепенно обострялись отношения между союзниками по революционному лагерю большевиками и анархистами, они готовились к будущим столкновениям. По данным ВЧК, выступление анархистов было намечено на 18 апреля, и поэтому было решено нанести упреждающий удар, разоружив отряды Чёрной гвардии.
В результате в ночь с 11 на 12 апреля ВЧК начала операцию по разоружению боевых отрядов анархистов, встречая в некоторых местах вооружённое сопротивление: так, например, на Малой Дмитровке (так называемый «дом Анархии» — штаб Чёрной гвардии) анархисты отстреливались из пушки, при помощи артиллерии большевики подавили сопротивление на Донской улице, вступили в перестрелку на Поварской улице. Последним оплотом Чёрной гвардии был особняк Цейтлина, он был взят к 12 часам дня, а в целом бои между силами ВЧК и анархистами прекратились к 14 часам дня.
В результате данной операции большевиков было убито 40 анархистов, некоторых расстреляли на месте, кроме того было убито от 10 до 12 чекистов и солдат.
Вспоминая об этих событиях, российский анархо-синдикалист Всеволод Волин писал в своей книге «Неизвестная революция»:
«В ночь на 12 апреля все анархистские организации Москвы — в том числе «Федерация анархистских групп Москвы» — под лживым и абсурдным предлогом были разгромлены полицией и войсками. В течение нескольких часов город имел вид осаждённого. В «акции» участвовала даже артиллерия.
Эта операция послужила сигналом к разгрому либертарных организаций почти во всех крупных городах страны. Как всегда, провинциальные власти в своём рвении превзошли столичные.
Троцкий, который в течение двух недель готовил удар и лично агитировал в полках против «анархо-бандитов», выразил удовлетворение власти в своём известном заявлении «Наконец Советская власть железной метлой избавляет Россию от анархизма!».
После разгрома Чёрной гвардии в Москве был проведён обыск захваченных у анархистов особняков, в части которых было найдено золото. МФАГ была обвинена в связях с уголовниками. Арестовано было около 500 человек (часть была вскоре отпущена).
При этом Дзержинский, комментируя происшедшее, отмечал (его слова были напечатаны в «Известиях ВЦИК» № 75(339), от 15 апреля 1918 года):

Мы ни в коем случае не имели в виду и не желали вести борьбу с идейными анархистами. И в настоящее время всех идейных анархистов, задержанных в ночь на 12 апреля, мы освобождаем, и если, быть может, некоторые из них будут привлечены к ответственности, то только за прикрытие преступлений, совершенных уголовными элементами, проникшими в анархические организации. Идейных анархистов среди лиц, задержанных нами, очень мало, среди сотен – единицы».
Однако бои имели место не только в Москве: силы Чёрной гвардии было решено разоружать на всей территории, контролируемой большевиками:

События в Москве стали сигналом к началу борьбы в регионах. Уже утром 12 апреля в г. Городце Нижегородской губернии анархисты во главе с председателем горсовета Моревым начали борьбу с большевистским Совдепом. Ещё в начале апреля анархисты при поддержке броневиков захватили Новочеркасск и начали охоту на большевиков. Центром анархистов Поволжья была Самара , где во время апрельского «разоружения» отрядам удалось перепрятать оружие. В конце апреля самарский черногвардейский «летучий» отряд Смородинова (600 боевиков при броневиках) захватил г. Бугуруслан. Борьба анархистов с большевиками в Поволжье длилась весь апрель и май. В Курске анархисты подняли мятеж и удерживали город 10-29 апреля 1918 г. 9 мая Комиссариат Внутренних дел направил директиву всем губернским Советам: «Опыт Москвы, Петрограда и других городов доказал, что под флагом организаций анархистов прикрываются хулиганы, воры, грабители и контрреволюционеры, подпольно подготавливают свержение Советской власти... Все дружины и организации анархистов разоружить. Всякий может иметь оружие только с разрешения местных Советов» («Известия» № 91, 10.05.18 г.). Однако уже 17 мая анархисты в союзе с максималистами подняли в Самаре новое восстание

## Характеристика Чёрной гвардии
Чёрная гвардия была разгромлена, и впоследствии была представлена как сборище уголовников. Однако это не соответствует действительности: наличие уголовников, например, тот же историк А. В. Шубин в рядах Чёрной гвардии не отрицает, однако пишет о том, что анархисты боролись с их наличием в своих рядах. А вот что писала газета «Анархия» в № 15 за 10 марта 1918 года:

Приём боевиков в ЧЁРНУЮ ГВАРДИЮ производится по рекомендации или: 1) Местных групп; 2) Трёх членов Федерации; 3) Фабрично–заводских комитетов; 4) Районных Советов, ежедневно, с 10 до 2 часов дня, в помещении дома «Анархия» (Малая Дмитровка, 6).
А это уже в 22-м номере той же газеты:

Товарищи, желающие записаться в ЧЁРНЫЕ БОЕВЫЕ ДРУЖИНЫ, должны озаботиться получением рекомендаций.
Не имеющие рекомендаций, не могут быть включены в списки Боевых Дружин.
ШТАБ.

Приём боевиков в ЧЁРНУЮ ГВАРДИЮ проводится по рекомендациям или: 1) Местных групп, 2) Трёх членов федерации, 3) Фабрично–заводских комитетов, 4) Районных Советов, ежедневно, с 10 до 2 час[ов] дня, в помещении дома «Анархия» (Малая Дмитровка, 6).
Анархисты прекрасно понимали, что уголовники, люди, не проверенные на благонадёжность, им только навредят, тем более что обстановка накалялась, поэтому и производились чистки рядов Чёрной гвардии от ненадёжных элементов, ужесточался приём в её ряды. 4 апреля из штаба Чёрной гвардии поступило требование предоставить списки всех лиц, входящих в группы МФАГ.
Чёрная гвардия создавалась в качестве альтернативы традиционным армейским структурам, причём речь шла о подготовке отрядов, которые могут действовать в партизанских условиях:

В силу этого анархическая практика, вместо дисциплинированной целостной армии, создала ряд дисциплинированных дружин, действующих не строем, не в открытом бою, не правильными военными действиями, но партизанскими отрядами налётчиков и террористов, нечто вроде новгородской вольницы или первых русских революционных дружин, действовавших когда-то на Волге и Дону.
Данные отряды создавались с целью «обеспечить уже сделанные завоевания от зубов ушедшей в подполье буржуазии и от налётов международной золотой монополии в белогвардейском мундире». Эти отряды должны были заменить боевые группы, привычные к действиям в условиях царской России, чьей обычной практикой были экспроприации, террористические акты против полиции — «пропаганда действием», — став постоянно действующими подразделениями анархистов. Чёрная гвардия при этом не должна была участвовать в обысках, арестах и прочих подобных действиях, так как это считалось прерогативой Красной гвардии.